# Cladocarpus dolichotheca
Cladocarpus dolichotheca är en nässeldjursart som beskrevs av George James Allman 1877. Cladocarpus dolichotheca ingår i släktet Cladocarpus och familjen Aglaopheniidae. Inga underarter finns listade i Catalogue of Life.